# امامزاده سید اسحاق (ساوه)

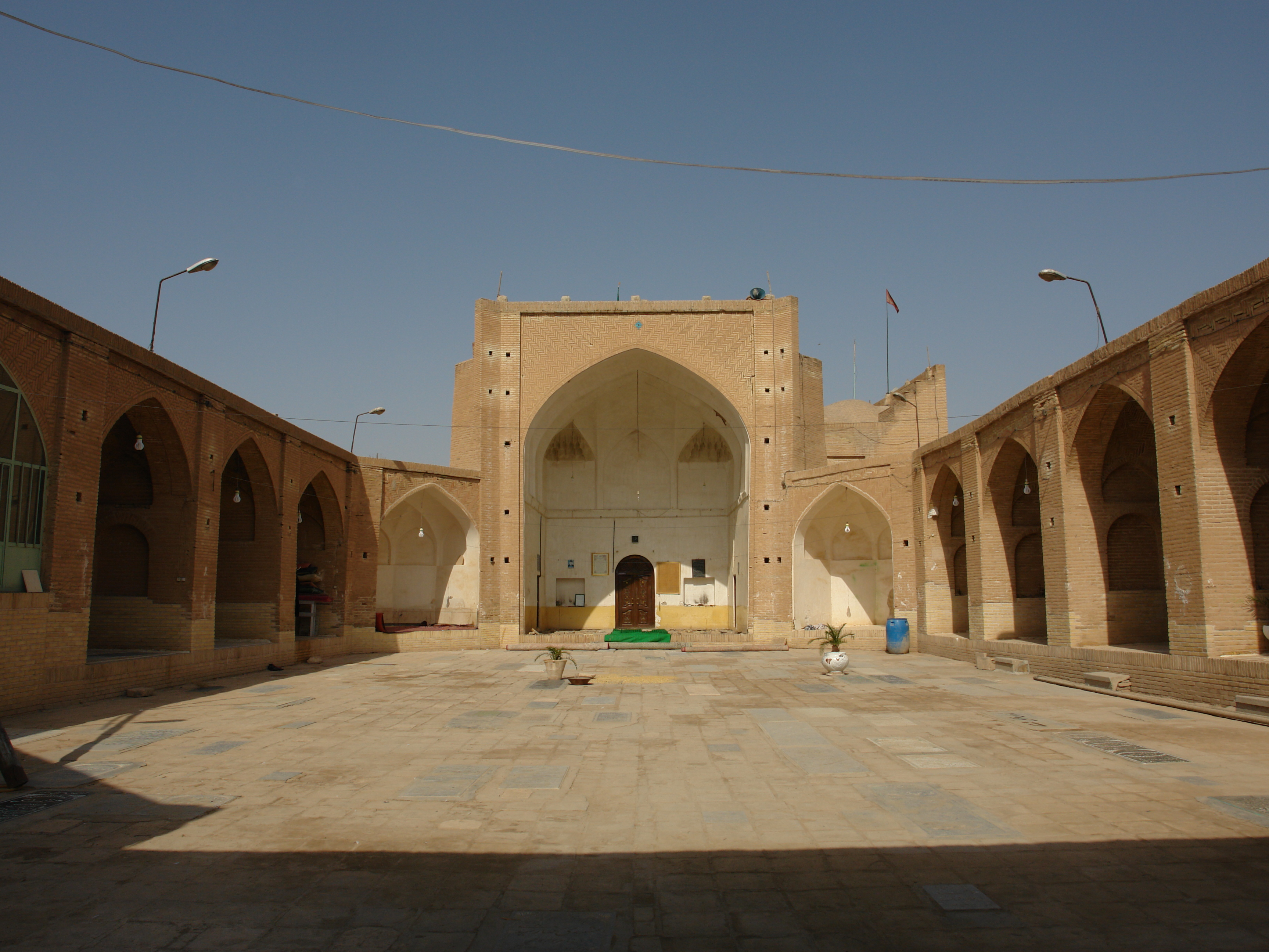
حیاط شرقی امامزاده سید اسحاق

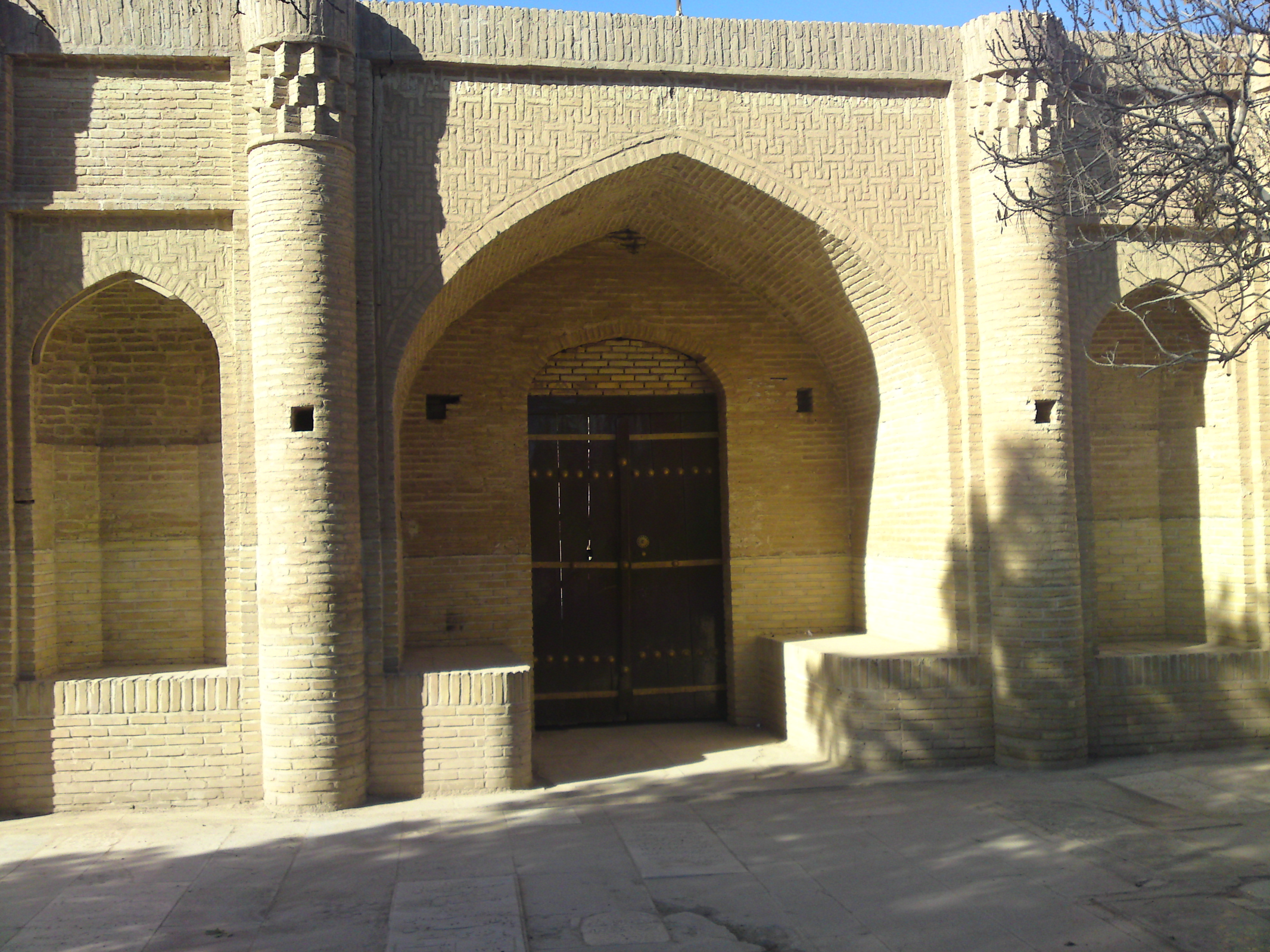
در ورودی حیاط امامزاده سید اسحاق

بنای امامزاده سید اسحاق در شهر ساوه قرار دارد و در دوره سلجوقیان ساخته و دوره صفویه بازسازی شده است. این اثر در تاریخ ۱۲ اسفند ۱۳۱۵ با شمارهٔ ثبت ۲۷۹ به‌عنوان یکی از آثار ملی ایران به ثبت رسیده است.

## تاریخچه بقعه
این بنا دارای بقعه‌ای برج مانند است و سبک ساختمان آن مانند بناهای عصر سلجوقیان در نیمه قرن هفتم هجری قمری است که در عصر صفویه نقشه گنبد به صورت کنونی درآمده و درگاه‌های آن تنگ و کوتاه است. اهمیت این بنا به علت آجرها و کاشیهای فیروزه‌ای روی مقبره است که دارای خطوطی بسیار زیبا است.
ورودی اصلی به بنا، از طریق یک ایوان بسیار بلند و رفیع امکان‌پذیر است که در ضلع شمالی دارای چندین حجره است که سازنده آن این بنا را با کمی چرخش در جهت شمالی-جنوبی احداث کرده است.
در ایوان شمالی که اصلی‌ترین ایوان است کاشی‌های هشت گوش فیروزه‌ای خشتی سه سانتی‌متری نقش بسته شده است و کتیبه موجود در این ایوان زیبایی این بقعه را دو چندان کرده است.
گنبد خانه نیز که بر روی پلان مربع تشکیل شده است با شکل و ظاهر زیبا به صورت قوس عرقچین درآمده است که این گنبد جزء گنبدهای دوره صفویه است.
در مرکز گنبد کلمه جلاله «الله» و در اطراف آن، طرح‌های گیاهی نقش شده است، لوح روی قبر، ۱۲ کاشی با زمینه لاجوردی است که به خط ثلث روی آن اسم صاحب قبر را نوشته‌اند.
ایوان شرقی که روی آن با گچ پوشانیده شده است با رسم بندی در دو گوشه بنا احداث شده است.
حیاط مرکزی نیز دارای ۱۴ رواق است که از طریق شمال به آن راه دارد.
در میان بقعه امامزاده ضریحی چوبی و مشبک قرار داشته است (در حال حاضر ضریح جدید جایگزین ضریح قدیمی شده است).
در مورد نسب این امامزاده اختلاف است در بعضی منابع نسب امامزاده سید اسحاق با سه واسطه به موسی کاظم ذکر شده است اما بعضی منابع تاریخی همچون نزهه القلوب نوشته حمدالله مستوفی قزوینی وی را یکی از فرزندان موسی کاظم امام هفتم شیعیان دانسته‌اند.

## دسترسی
این امامزاده در ابتدای جاده ساوه - قم در ضلع شرقی میدان سرداران ساوه قرار دارد.